# Hakata-ku (Fukuoka)

Poloha čtvrti Hakata ve Fukuoce

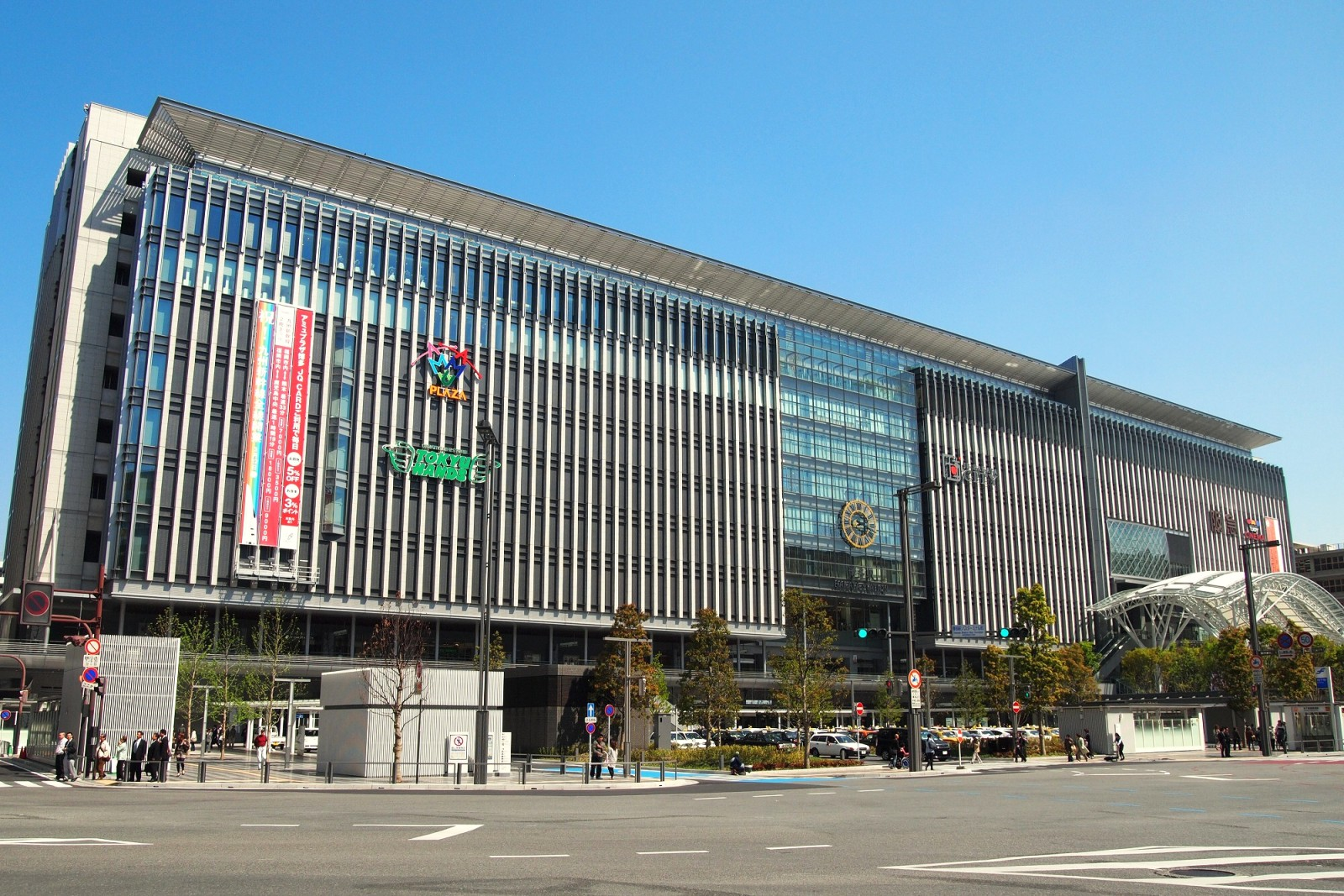
Nádraží Hakata

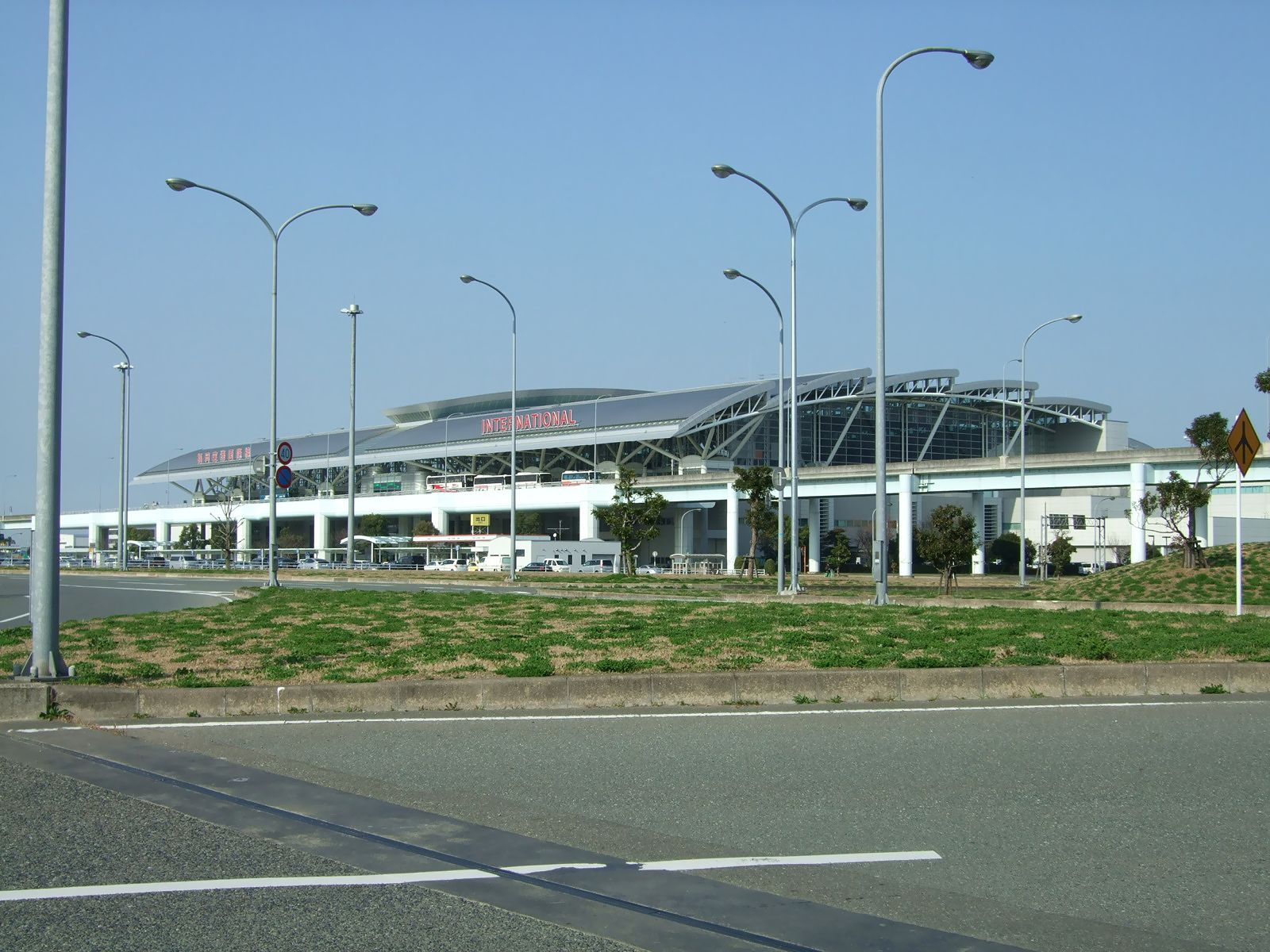
Letiště Fukuoka

Hakata-ku (博多区) je jedna ze sedmi čtvrtí japonského města Fukuoka ve stejnojmenné prefektuře.
K 1. březnu 2016 zde žilo 228 000 lidí, což při rozloze 31,47 km2 dává hustotu zalidnění 7200 obyvatel na km2.
Ve čtvrti Hakata je umístěna řada důležitých vládních, obchodních a zábavních zařízení prefektury a města Fukuoka včetně úřadu prefektury Fukuoka. Nachází se zde rovněž městské hlavní nádraží, nádraží Hakata (博多駅, Hakata-eki), Letiště Fukuoka (福岡空港, Fukuoka Kūkō) a mezinárodní přístav Hakata (博多港, Hakata kō).

## Geografie
Čtvrť Hakata se rozkládá ve východní části města. Většinou se jedná o nízko položené pláně podél řeky Mikasy (御笠, Mikasagawa). Severozápadní část čtvrti leží při zátoce Hakata, kde se nachází přístav Hakata. Jsou zde terminály trajektů i mezinárodních výletních lodí. Severovýchodní konec čtvrti, Higašihirao (東平尾), je mírně vyvýšený a sousedí s letištěm Fukuoka. Nádraží Hakata se nachází v samém centru čtvrti zvaném Nakasu (中洲), které je též hlavní stravovací a zábavní částí čtvrti podél řeky Naky (那珂川, Nakagawa).

## Historie
Hakata je jedním z nejstarších měst v Japonsku. Ve středověku byla základnou pro kupce, kteří obchodovali s Čínou a Koreou. Ve městě se rovněž nacházela první čínská čtvrť (chinatown) v Japonsku. Říká se, že kugjó Kijomori Taira nechal v Hakatě vybudovat umělý přístav pro zvýšení obchodu. Město bylo během různých válek včetně mongolských invazí do Japonska mnohokrát vypáleno. 

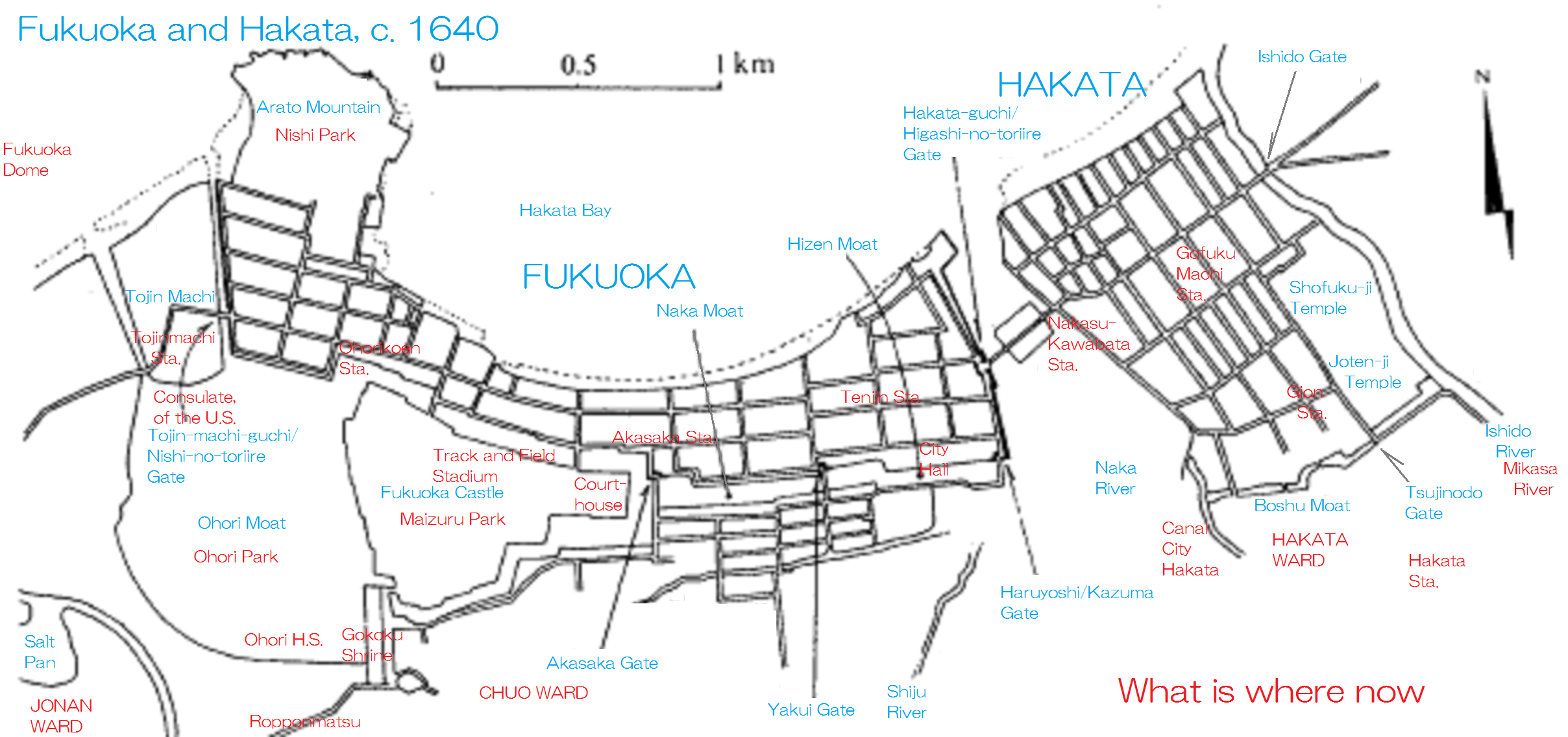
Fukuoka a Hakata kolem roku 1640

Počátkem období Edo žil daimjó Nagamasa Kuroda (1568–1623), pán provincie Čikuzen, a většina jeho samurajských vazalů ve Fukusaki na protějším břehu řeky Naky. Kuroda přejmenoval tamější oblast na Fukuoku podle svého rodného města v prefektuře Okajama. Nařídil rovněž rozebrat starší hrady Tačibana a Nadžima a z jejich kamene postavit hrad Fukuoka. V té době neměla Hakata větší rozlohu než 1 km2, již vymezovaly obranné linie podél řeky Naky, kanálu Bóšú a řek Išido nebo Mikasa.
V roce 1876 došlo ke sloučení Hakaty, tehdy známé i jako Dai-Ni-Dai-ku, a Fukuoky či Dai-Iči-Dai-ku. Dva roky nato vláda prefektury Fukuoka přejmenovala sídlo na Fukuoka-ku (福岡区川), přestože Hakata měla v té době 25 677 obyvatel, a Fukuoka pouze 20 410. Tehdy zmizelo jméno Hakata z úředních záznamů. Nicméně v roce 1889 proběhlo místní referendum, v němž si polovina voličů vybrala jméno Fukuoka a polovina Hakata. Město bylo následně oficiálně přejmenováno na Fukuoka-ši, ale nově budované vlakové nádraží bylo ve stejné době pojmenováno Hakata-eki, nádraží Hakata.
Hakata byla císařským dekretem vydaným v červenci 1899 ustanovena otevřeným přístavem pro obchod se Spojenými státy a Spojeným královstvím.
V roce 1972 se město Fukuoka stalo městem určeným vládním nařízením. Okrsek, jenž zahrnoval starou oblast Hakata, obdržel jméno Hakata-ku.